# Réthoville
Réthoville település Franciaországban, Manche megyében. Lakosainak száma 132 fő (2018. január 1.). Réthoville Néville-sur-Mer, Vicq-sur-Mer, Tocqueville és Varouville községekkel határos.

## Népesség
A település népessége az elmúlt években az alábbi módon változott:
| Lakosok száma | 114  | 100  | 92   | 128  | 124  | 134  | 130  | 128  | 132  | 132  |
|               | 1962 | 1968 | 1982 | 1990 | 1999 | 2008 | 2011 | 2013 | 2017 | 2018 |